# The Story in Your Eyes
"The Story in Your Eyes" is een nummer van de Britse band The Moody Blues. Het nummer verscheen op hun album Every Good Boy Deserves Favour uit 1971. Op 27 augustus van dat jaar werd het uitgebracht als de enige single van het album.

## Achtergrond
"The Story in Your Eyes" is geschreven door zanger en gitarist Justin Hayward en geproduceerd door Tony Clarke. Het is de laatste single van de groep waarop de mellotron te horen is, die vanaf het volgende album Seventh Sojourn zou worden vervangen door een chamberlin. Op de cd-versie van het album Every Good Boy Deserves Favour staat een versie van "The Story in Your Eyes" waarop de mellotron in een meer dominante rol te horen is.
Justin Hayward gaf in 2019 in een praatje bij een plaatje aan dat het niet de bedoeling was een single bij het album uit te geven. Er was een nummer nodig om enige airplay te krijgen en de keus viel toen op deze track. The Story in Your Eyes gaat over het opnieuw beginnen, of dat een privésituatie betreft of een herstart in de natuur.
"The Story in Your Eyes" werd een hit in een aantal landen, maar niet in het Verenigd Koninkrijk, het thuisland van de band, waar het niet op single werd uitgebracht. In de Amerikaanse Billboard Hot 100 kwam de single tot plaats 23, terwijl het in Canada de zevende plaats behaalde. Ook in Australië werden de hitlijsten gehaald. In Nederland kwam het tot de elfde plaats in zowel de Top 40 als de Daverende Dertig, terwijl in Vlaanderen de dertigste plaats in de voorloper van de Ultratop 50 werd gehaald. Op de B-kant van de single stond "My Song", geschreven door toetsenist Mike Pinder. Het nummer werd gecoverd door onder meer Stiv Bators, Fountains of Wayne en Spirits Burning. Hayward zong het ook onder begeleiding van een kamerensemble. 

## Hitnoteringen

### Nederlandse Top 40
| Hitnotering: 02-10-1971 t/m 06-11-1971 | Hitnotering: 02-10-1971 t/m 06-11-1971 | Hitnotering: 02-10-1971 t/m 06-11-1971 | Hitnotering: 02-10-1971 t/m 06-11-1971 | Hitnotering: 02-10-1971 t/m 06-11-1971 | Hitnotering: 02-10-1971 t/m 06-11-1971 | Hitnotering: 02-10-1971 t/m 06-11-1971 | Hitnotering: 02-10-1971 t/m 06-11-1971 |
| Week                                   | 1                                      | 2                                      | 3                                      | 4                                      | 5                                      | 6                                      |                                        |
| -------------------------------------- | -------------------------------------- | -------------------------------------- | -------------------------------------- | -------------------------------------- | -------------------------------------- | -------------------------------------- | -------------------------------------- |
| Positie                                | 28                                     | 19                                     | 11                                     | 12                                     | 26                                     | 37                                     | uit                                    |

### Daverende Dertig
| Hitnotering: 09-10-1971 t/m 30-10-1971 | Hitnotering: 09-10-1971 t/m 30-10-1971 | Hitnotering: 09-10-1971 t/m 30-10-1971 | Hitnotering: 09-10-1971 t/m 30-10-1971 | Hitnotering: 09-10-1971 t/m 30-10-1971 | Hitnotering: 09-10-1971 t/m 30-10-1971 |
| Week                                   | 1                                      | 2                                      | 3                                      | 4                                      |                                        |
| -------------------------------------- | -------------------------------------- | -------------------------------------- | -------------------------------------- | -------------------------------------- | -------------------------------------- |
| Positie                                | 19                                     | 12                                     | 11                                     | 22                                     | uit                                    |

### NPO Radio 2 Top 2000
| Nummer met noteringen in de NPO Radio 2 Top 2000 | '06  | '07-'08 | '09  | '10 | '11  | '12  | '13  | '14  |
| ------------------------------------------------ | ---- | ------- | ---- | --- | ---- | ---- | ---- | ---- |
| The Story in Your Eyes                           | 1651 | -       | 1601 | -   | 1955 | 1825 | 1429 | 1512 |

1. ↑  Een '-' betekent dat het nummer niet was genoteerd en een vetgedrukt getal geeft de hoogste notering aan.
2. ↑  2006 was het eerste jaar met een notering voor dit nummer.
3. ↑  Deze tabel is bijgewerkt tot en met de laatste editie (2024).